# 26467 Jamespopper
26467 Jamespopper este un asteroid din centura principală de asteroizi.

## Descriere
26467 Jamespopper este un asteroid din centura principală de asteroizi. A fost descoperit pe 5 ianuarie 2000 la Socorro, New Mexico, în cadrul proiectului LINEAR. Asteroidul prezintă o orbită caracterizată de o semiaxă mare de 2,34 ua, o excentricitate de 0,13 și o înclinație de 6,0° în raport cu ecliptica.